# GA&A Productions
La GA&A Productions S.r.l. è una società di distribuzione e produzione cinematografica italiana, fondata nel 1990 da Gioia Avvantaggiato, che opera in ambito cinematografico e televisivo.

## Storia
Nel corso della sua attività, ha collaborato con le principali reti televisive italiane, dalla Rai a Mediaset a LA7. La società, che lavora nel campo del cinema, dei documentari e delle serie televisive, agisce anche in campo internazionale e ha co-prodotto documentari con canali quali arte (rete televisiva), Channel 4, ZDF, CBC, National Geographic, Discovery Channel, NHK Japan e SBS Australia. È anche impegnata nella distribuzione in sala di film documentari come Burma VJ, candidato Premio Oscar 2010, When You’re Strange - A Film About The Doors, con la voce narrante di Morgan (cantante), Marina Abramović — The Artist is Present, vincitore del premio del pubblico al Festival di Berlino 2012, Last Men in Aleppo (2016).

## Distribuzione cinematografica
- Cold Case Hammarskjöld, 2019
- Last Men in Aleppo, 2016
- Pantani, Luglio 2014/Aprile 2015
- Sicily Jass -  The world's first man in jazz, 2015
- Forever and a day - Scorpions, 2015
- Viaggio con Cecilia, Ottobre 2014
- Rio 2096 - Una storia d'amore e furia, Settembre 2014
- Fuoriscena, Luglio 2014
- Holy Money, Maggio 2014
- Marina Abramović — The Artist is Present, Febbraio 2012
- When You’re Strange - A Film About The Doors, Giugno 2011
- Burma VJ, Aprile 2010
- I fumetti vanno alla guerra, Febbraio 2010

## Filmografia

### Documentari
- La Storia, il romanzo dello scandalo, prodotto da GA&A e Luce Cinecittà, in coproduzione con ARTE GEIE, in associazione con RAI Cultura (2024)[10]
- Putin’s Shadow On Africa – The Central African Republic Model, prodotto da Federico Lodoli in coproduction with GA&A Productions (2024)
- 'O Museo, in collaborazione con Rai Cultura (2024)
- Banksy e la ragazza del Bataclan, una produzione GA&A Productions e Tinkerland, in coproduzione con ARTE GEIE, RAI Cultura e Luce Cinecittà, in collaborazione con RAI Teche e in associazione con RTS e RTBF (2023)[11][12][13]
- Art Rider alla scoperta delle grandi opere (2023)
- Art Rider stagione 3, in collaborazione con Rai Cultura (2022)[14][15]
- L’incubo Dei Dittatori, in associazione con RTS, Histoire/TF1 e VIASAT (2022)[16]
- Dante E Il Sogno Di Un’Italia Libera, in coproduzione con ARTLINE, RAI Documentari e ARTE geie (2021)[17][18]
- Il Palazzo Dei Destini Incrociati, in collaborazione con Rai Cultura (2022)[19]
- Inedita, in collaborazione con RAI (2021)[20][21]
- C’era Una Volta Gheddafi, in coproduzione con Gruppe5 and ZDF e in associazione con Arte, RAI Documentari, RTS, SVT, NRK (2021)[22][23]
- Art Rider stagione 2, in collaborazione con Rai Cultura (2021)[24]
- Baia, la città sommersa, in coproduzione con Filmare e in collaborazione con RAI CULTURA (2021)
- Il mistero del Cavallo di Troia. Sulle tracce di un mito, coprodotto con Gruppe 5, in associazione con ARTE e ZDF Enterprises (2021)
- Yemen, nonostante la guerra, in collaborazione con RAI3, ZDF.info e AL JAZEERA Arabic (2021)
- Black Samurai, in collaborazione con RAI3 e SRC (2020)
- Art Rider, in collaborazione con Rai Cultura (2020)[25][26][27][28]
- Venezuela, la maledizione del petrolio, in coproduzione con Gruppe 5 e ZDF, in associazione con ARTE, TSR, NRK e SVT (2019)[29][30][31]
- Io sono Sofia, docu-film prodotto per Rai 3 (2019)[32][33][34][35]
- Fra Scienza e Tecnologia - terza stagione (2019)
- Fra Scienza e Tecnologia - seconda stagione (2018)
- WorkTrotter, docu-reality in coproduzione con Rai 4 (2018)[36][37][38][39][40]
- Il nostro uomo al Cairo, in coproduzione con Gruppe 5/ZDF, in associazione con ARTE (2018)[41][42][43]
- Fascio e Compasso, in associazione con Rai3 (2018)[44][45][46]
- Giovani ostetriche - serie TV (2017) – in coproduzione con Digicast per LEI[47][48]
- A spasso tra i borghi - serie TV (2017)[49][50]
- Dietro l'altare, regia di Jesus Garces Lambert (2017)[51][52]
- Fra Scienza e Tecnologia - prima stagione (2017)
- Leonardo: l'uomo che salvò la scienza, regia di Mark Daniels (2017)[53][54][55]
- Le romane - Storie di donne e di quartieri, regia di Giovanna Gagliardo (2016)[56][57][58]
- Degustibus - serie TV (2016) in coproduzione con A&E, Viasat, SBS Australia, AutenticGermany[59][60]
- Le romane - Storie di donne e di quartieri (2016), regia di Giovanna Gagliardo – in coproduzione con Rai Cinema
- Angeli (serie televisiva)|Angeli - serie TV (2015) in coproduzione con Mediaset[61]
- Sicily Jass, regia di Michele Cinque (2015)[62][63]
- Chiesa Nostra, regia di Jesus Garces Lambert (2015) in coproduzione con ZDF/Arte, A&E[64]
- Sacro denaro (2014) in coproduzione con ZDF/Arte, Al Jazeera America, A&E[65][66]
- Dietro la linea (2014)
- The troublemaker - Behind the scenes of United Nations, regia di Roberto Salinas (2014)[67][68][69]
- Just a shot - L'immagine dell'assassino, episodio della serie TV La Storia siamo noi (2013)[70][71][72]
- Le battaglie dei giganti - serie TV (2013)[73]
- La scelta del Papa (2013) in coproduzione con La7 e ZDF/Arte[74][75]
- Fuoriscena, regia di Alessandro Leone e Massimo Donati (2013)[76][77]
- In viaggio con Cecilia, regia di Cecilia Mangini e Mariangela Barbanente (2013) in coproduzione con Rai Cinema[78]
- Malaria. L'arma segreta di Hitler, regia di Lucio Mollica (2012) in collaborazione con Rai 3[79]
- Magnifico mondo (2012)
- Catastrofi - serie TV (2011 - 2012)[80] – in coproduzione con Rete 4
- Nome in codice: Gladio, regia di Lucio Mollica (2012)[81] - in coproduzione con Rai 3
- L'ultima chance, regia di Lorenzo Cioffi (2011)[82]
- La strage di Natale, regia di Lucio Mollica e Lorenzo Kstanzani (2011) in collaborazione con Rai 3[83]
- Una vita per gli altri, regia di Adriano Zecca (2011) in collaborazione con Rai 3[84]
- Infanzia incarcerata, regia di Adriano Zecca (2011) in collaborazione con Rai 3[85][86]
- Il bue si inginocchia (2011)
- L'ultimo pastore (2011)
- Ferrhotel, regia di Mariangela Barbanente (2011)[87]
- Visti da Vicino (2010)
- Homeless United, regia di Marco Leopardi ed Emiliano Sacchetti (2010)[88]
- Attacchi gemelli, regia di Giacomo Durzi (2009)[89]
- Tamil, indiani a Palermo, regia di Guglielmo Enea (2009)[90]
- Antonio, maestro falconiere, regia di Carmelo Nicotra (2009)
- Una vita per i vulcani, regia di Tullio Bernabei (2009)[91]
- I fumetti vanno alla guerra, regia di Mark Daniels (2009) in coproduzione con ZDF/Arte, CBC Canada, SBS Australia[92][93]
- Viaggio nella grotta dei cristalli (Journey to the giant Crystal Cave), regia di Ruben Korenfeld (2008)
- Naica, i segreti della grotta dei cristalli(2008)[94][95]
- La guerra sporca di Mussolini, regia di Giovanni Donfrancesco (2008)[96][97]
- Gnam! - serie TV (2007)[98]
- Custom & Bikers (2007)
- Qualcosa di sinistra (2007)
- La città della salute (2007)
- Yamana, nomadi del fuoco, regia di Tullio Bernabei (2007)[99]
- ABC Colombia, regia di Enrica Colusso (2007)[100][101]
- Caccia al vulcano, regia di Tullio Bernabei (2006)[102][103]
- Sopra una nuvola (2006)
- Il trasloco del bar di Vezio, regia di Mariangela Barbanente - serie TV (2005)[104][105]
- Carvilius, un enigma dall'Antica Roma, regia di Tricia Lawton (2005)[106][107]
- Viminale - L'ultima nave di Mussolini, regia di Victoria Hughes (2004)[108]
- La rotta degli elefanti (La route des éléphants), regia di Philippe Gautier (2001)[109]
- Il treno per l'opera, regia di Catherine McGilvray (2000)[110][111]
- Sole, regia di Mariangela Barbanente (2000)[112][113]